# Mecànica dels sòls

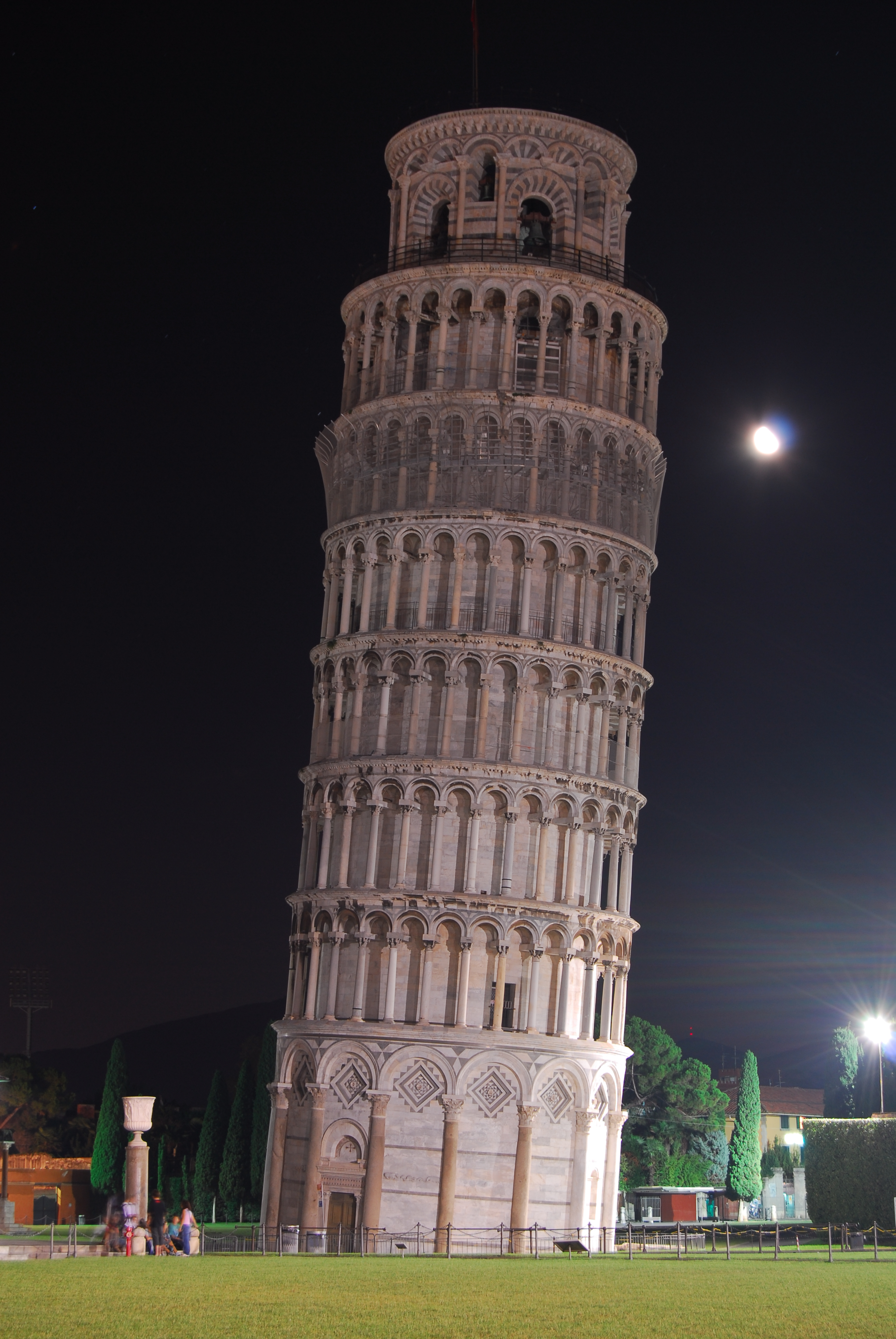
La Torre de Pisa, exemple d'un problema originat per deformacions importants.

En enginyeria, la  mecànica de sòls  és l'aplicació de les lleis de la física i les ciències naturals als problemes que involucren les càrregues imposades a la capa superficial de l'escorça terrestre. Aquesta ciència va ser fundada per Karl von Terzaghi, a partir de 1925.
Totes les obres d'enginyeria civil es recolzen sobre el sòl d'una o altra manera, i moltes d'elles, a més, utilitzen la terra com a element de construcció per terraplens, dics i farcits en general, per la qual cosa, en conseqüència, la seva estabilitat i comportament funcional i estètic estaran determinats, entre altres factors, per l'exercici del material d'assentament situat dins de les profunditats d'influència dels esforços que es generen, o pel del sòl utilitzat per conformar els farcits.
Si es sobrepassen els límits de la capacitat resistent del sòl o si, tot i no arribar a ells, les deformacions són considerables, es poden produir esforços secundaris en els membres estructurals, potser no presos en consideració en el disseny, productors al seu torn de deformacions importants, fissures, esquerdes, guerxament o desploms que poden produir, en casos extrems, el desmembrament de l'obra o la seva inutilització i abandonament.
En conseqüència, les condicions del terra com a element de sustentació i construcció i les del fonament com a dispositiu de transició entre aquell i la supraestructura, han de ser sempre observades, encara que això es faci en projectes petits fundats sobre sòls normals a la vista de dades estadístiques i experiències locals, i en projectes de mitjana a gran importància o en sòls dubtosos, infal·liblement, a través d'una correcta investigació de mecànica de sòls.

## Roca i sòl
Els termes roca i sòl, en les accepcions en què són utilitzats per l'enginyer civil la diferència del concepte geològic que suposa roca a tots els elements constitutius de l'escorça terrestre, impliquen una clara diferència entre dos tipus de materials.
La roca és considerada com un agregat natural de partícules minerals unides mitjançant grans forces cohesives. I es diu roca a tot material que suposi una alta resistència, i sòl, contràriament, a tot element natural compost de corpuscles minerals separables per mitjans mecànics de poca intensitat, com són l'agitació en aigua i la pressió dels dits de la mà.
Per distingir un sòl d'una roca es pot fer ús d'un vas de precipitat amb aigua en el qual s'introdueix la mostra a classificar i s'agita. La desintegració del material al cap del temps condueix al qualificatiu de sòl, considerant roca al cas d'efectes contraris. Per mitjà de la compressió es pot establir una frontera numèrica, si el material trenca a menys de 14 kg/cm ² es pren com a sòl, s'adverteix que aquest límit és arbitrari i que, de vegades, mostres que superen en el laboratori el supradicho esforç són manejades amb els criteris de sòl.
Amb el pas del temps la causa de fenòmens de meteorització, la roca va perdent progressivament la seva resistència mecànica i es transforma en terra.

## Nota
1. ↑  «mecànica de sòls | enciclopèdia.cat». [Consulta: 3 novembre 2018].